# Kozlíček černý
Kozlíček černý (Dorcadion aethiops) je druh brouka z čeledi tesaříkovitých. V České republice se jedná o ohrožený druh, vyskytuje se zde pouze na jižní Moravě.
Dorůstá velikosti 15–20 mm. Zbarvení je leskle černé a řídce tečkované, vzácně jsou konce krovek zbarveny do hněda. Samice mají krovky výrazně širší.

## Rozšíření a biotop
Celkové rozšíření sahá do východní části střední Evropy, na Ukrajinu a Balkán. Ve svém areálu vytváří více poddruhů. Obývá především otevřené, sušší biotopy, jako jsou stepi, pastviny, zahrady, vinice atp.
V Česku se vyskytuje pouze v nejteplejších oblastech jižní Moravy, i zde je však lokální a vzácný. Nejčastěji je nalézán v okolí Pavlovských vrchů, Pouzdřan a na Znojemsku.

## Způsob života
Jeho larvy se vyvíjejí na kořenech trav. Kuklí se v půdě v komůrkách, které si samy vytvoří. Vývoj je dvouletý. Dospělci se vyskytují od dubna do července, za slunečného počasí pobíhají po zemi mezi rostlinami.

## Ohrožení a ochrana
Celosvětově se nejedná o ohrožený druh. V České republice je pro svou vzácnost a omezený výskyt klasifikován jako ohrožený. Hrozbou pro tento druh je úbytek a degradace stepních lokalit.